# George Abbott
George Abbott (25 juni 1887 – 31 januari 1995) was een Amerikaans scenarist, producer en filmregisseur.

## Levensloop en carrière
Abbott werd geboren in 1887 in Forestville (New York). Hij begon te schrijven in 1915, nadat hij in 1913 op Broadway was beginnen te spelen. In 1925 schreef hij met The Fall Guy zijn eerste grote werk. Het stuk speelde 603 keer in het Broadhurst Theater. Tussen 1918 en 1958 werkte hij in Hollywood. Hij werkte onder meer samen met Liza Minnelli, Claudette Colbert, Louis Calhern, Desi Arnaz en Lucille Ball. Hij schreef in 1994 nog een revival van zijn Broadwaystuk Damn Yankees.
Abbott was driemaal gehuwd. Hij overleed in 1995 op 107-jarige leeftijd.